# Джессенленд (тауншип, Миннесота)
Джессенленд (англ. Jessenland) — тауншип в округе Сибли, Миннесота, США. На 2000 год его население составило 481 человек.

## География
По данным Бюро переписи населения США площадь тауншипа составляет 89,1 км², из которых 86,0 км² занимает суша, а 3,1 км² — вода (3,49 %).

## Демография
По данным переписи населения 2000 года здесь находились 481 человек, 160 домохозяйств и 130 семей.  Плотность населения —  5,6 чел./км².  На территории тауншипа расположено 165 построек со средней плотностью 1,9 построек на один квадратный километр. Расовый состав населения: 96,88 % белых, 0,42 % азиатов, 0,42 % — других рас США и 2,29 % приходится на две или более других рас. Испанцы или латиноамериканцы любой расы составляли 2,29 % от популяции тауншипа.
Из 160 домохозяйств в 36,3 % воспитывались дети до 18 лет, в 75,0 % проживали супружеские пары, в 1,9 % проживали незамужние женщины и в 18,8 % домохозяйств проживали несемейные люди. 13,1 % домохозяйств состояли из одного человека, при том 5,6 % из — одиноких пожилых людей старше 65 лет. Средний размер домохозяйства — 3,01, а семьи — 3,35 человека.
30,1 % населения — младше 18 лет, 6,2 % — в возрасте от 18 до 24 лет, 27,7 % — от 25 до 44, 26,2 % — от 45 до 64, и 9,8 % — старше 65 лет. Средний возраст — 38 лет. На каждые 100 женщин приходилось 118,6 мужчин.  На каждые 100 женщин старше 18 приходилось 118,2 мужчин.
Средний годовой доход домохозяйства составлял 55 000 долларов, а средний годовой доход семьи —  59 107 долларов. Средний доход мужчин —  32 115  долларов, в то время как у женщин — 26 042. Доход на душу населения составил 18 758 долларов. За чертой бедности находились 1,6 % семей и 3,9 % всего населения тауншипа, из которых 9,4 % старше 65 лет.